# Quebecexpeditionen

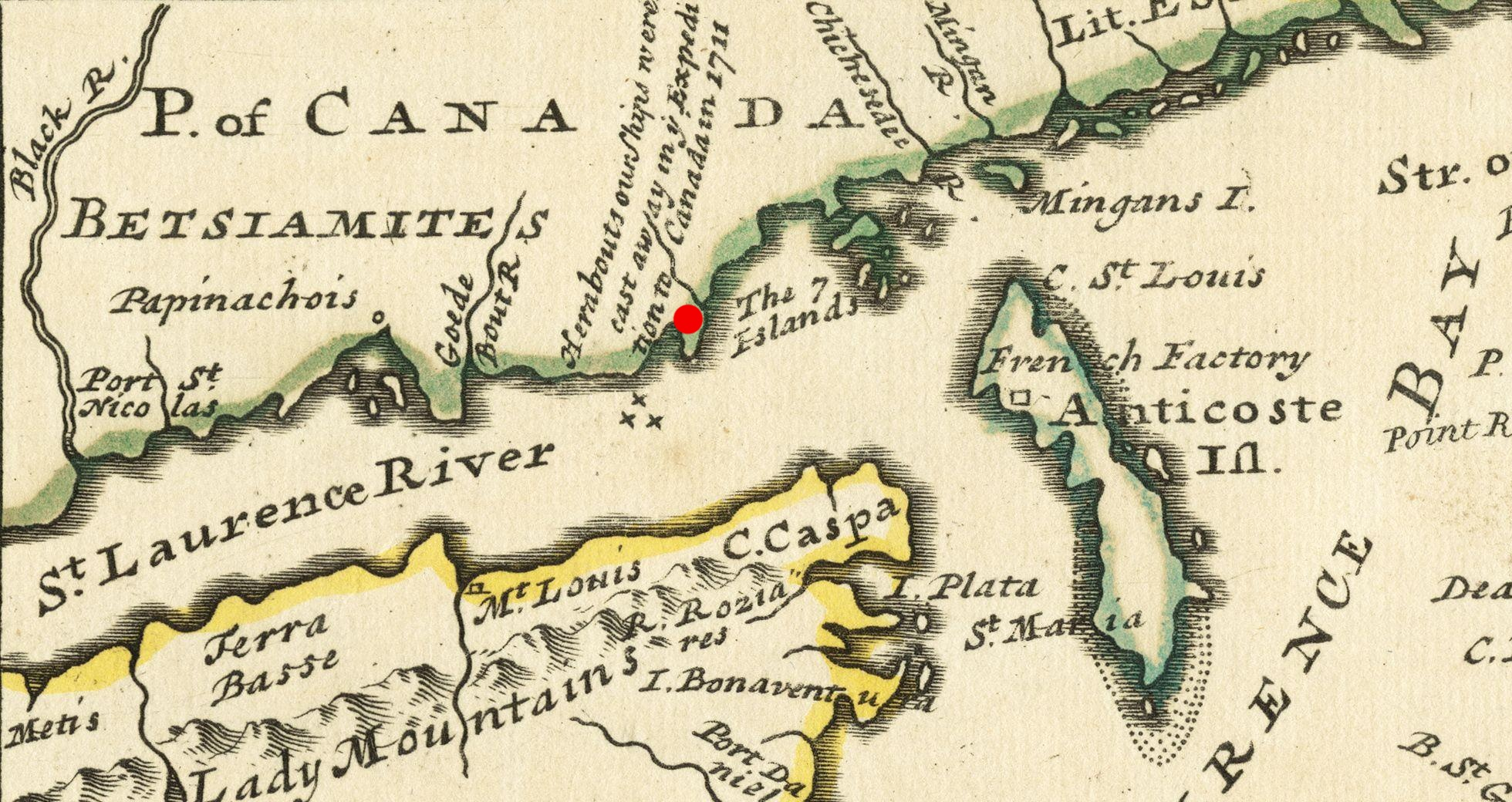
Karta som visar var den stora sjöolyckan ägde rum under den brittiska expeditionen mot Québec 1711-1712.

Québecexpeditionen 1711 var ett brittiskt försök att erövra Québec vilket misslyckades på grund av en sjöolycka på Saint Lawrencefloden den 22 augusti, då sju trupptransportfartyg och ett trossfartyg kapsejsade och 850 soldater drunknade.

## Bakgrund
När Marlborough hade avslutat sitt framgångsrika fälttåg i Europa, blev den engelske krigministern, Henry Saint John, 1:e viscount Bolingbroke utsatt för påtryckningar för att hjälpa de amerikanska kolonierna i kriget mot fransmännen. Port Royal hade lätt erövrats 1710 och regeringen beslöt att skicka en expedition för att inta Québec och fördriva fransmännen från Kanada.

## Genomförande
Expeditionen drabbades redan från början av stora svårigheter, politiska överväganden gjorde att den inte organiserades effektivt, bland annat valdes en inte särskilt lämplig amiral, Hovenden Walker, till befälhavare. Enträgna försök att hemlighålla expeditionen försvårade dess utrustning utan att fransmännen för den skull förblev ovetande. Det fanns inga sjökort för Saint Lawrencefloden, ej heller några tillförlitliga lotsar. De många förseningarna gjorde att expeditionen slutligen avseglade i stor hast för att hinna genomföra sitt uppdrag innan isläggningen.

## Brittiska trupper
- Queen’s Royal Sea Service Foot (4th)
- Stanhope’s Sea Service Foot (11th)
- Livesays’ Sea Service Foot (12th)
- Handasyde’s Sea Service Foot (22nd)
- Wetham’s Sea Service Foot (27th) (irländskt)
- Saunderson’s 1st Marines (30th)
- Donegal’s Marines (35th) (irländskt)
- Charlemont’s Sea Service Foot (36th) (irländskt)
- Meredeth’s Sea Service Foot (37th) (irländskt)
- Ett kompani vardera från:
  - Villier’s 2nd Marines (31st) (irländskt)
  - Borr’s 3rd Marines (32nd)
  - Mordaunts’ Marines
  - Holt’s Marines
  - Shannon’s Marines
- Vetch’s Massachusetts Militia (milis)
- Walton’s Massachusetts Militia (milis)
- New Hampshire Militia (milis)

Källa: